# Graham Stevenson (syndicalist)
Graham Stevenson (Coventry) is een Brits syndicalist en politicus voor de CPB.

## Levensloop
Stevenson liep school aan het King Henry VIII-school te Conventry. Aldaar werd hij lid van de Young Communist League in 1966.
In juni 1980 ging hij aan de slag bij de Transport and General Workers' Union (TGWU). Bij deze TUC-vakcentrale werd hij vervolgens in juni 1986 verkozen tot secretaris van de 'Passenger Services Regional Trade Group' en in juni 1988 als nationaal secretaris van de T&G Passenger Services. Tevens werd hij in september 1992 verkozen tot vicevoorzitter van de Fédération des Syndicats du Transport (FST), de Europese vakbondsfederatie voor de transportsector.
In september 1996 werd hij vervolgens nationaal secretaris van T&G Docks & Waterways en in september 1997 'national organiser' van de TGWU. Bij de oprichting van de European Transport Workers' Federation (ETF) in 1999 werd hij verkozen tot ondervoorzitter en in 2009 - in opvolging van de Oostenrijker Wilhelm Haberzettl - tot voorzitter van deze paneuropese vakbondsfederatie. Een functie die hij uitoefende tot 2011, hij werd in deze hoedanigheid opgevolgd door de Zweed Lars Lindgren.
In 2017 was hij kandidaat mayor voor de Communist Party of Britain (CPB) in de West Midlands.